# ライド・ザ・ウィンド
『ライド・ザ・ウィンド』（Ride the Wind）は、ヤングブラッズが1971年に発表したライブ・アルバム。

## 概要
グループは1970年にラクーン・レーベルを設立。ワーナー・ブラザース・レコードの配給で最初に発表したレコードは、ライブ・アルバム『Rock Festival』であった。その翌年発表したアルバムが本作品である。
ニューヨークで1969年11月26日、28日、29日に行われたライブ演奏が収録されている。マスタリングは南カリフォルニアのアルチザン・サウンド・レコーダーズで行われた。プロデューサーはミュージシャンのチャーリー・ダニエルズが務めた。

## 収録曲
Side 1
1. ライド・ザ・ウィンド - Ride the Wind (Jesse Colin Young) - 9:24
2. シュガー・ベイブ - Sugar Babe (Young) - 2:56
3. サンライト - Sunlight (Young) - 6:22

Side 2
1. ドルフィン - The Dolphin (Fred Neil) - 7:50
2. ゲット・トゥゲザー - Get Together (Chet Powers) - 4:20
3. ビューティフル - Beautiful (Young) - 7:00

## 演奏者
- ジェシ・コリン・ヤング - ベース、リズム・ギター（A3）、カズー（A2）、リード・ボーカル
- バナナ - ギター（A3、B2、B3）、エレクトリックピアノ（A1、A2、B1）、バッキング・ボーカル（A2、B2）
- ジョー・バウアー - ドラムズ、パーカッション